# David Soria
Pour les articles homonymes, voir Soria.
David Soria Solís, né le 4 avril 1993 à Madrid, est un footballeur espagnol qui évolue au poste de gardien de but au Getafe CF.

## Biographie
David Soria est formé au Real Madrid CF qu'il rejoint en 2003. Libéré par le club en 2012, il rejoint l'Angleterre et plus particulièrement le club de Leicester City où il ne reste pas longtemps, en effet il se blesse dans les premiers jours et le club le laisse libre. Il rejoint donc Birmingham City où il est écarté au bout de six semaines en raison de leur plafond salarial, il termine finalement quelque temps à Stoke City.
À son retour en Espagne en fin de saison, il connaît de nouveaux plusieurs échecs, au Real Betis en raison d'un changement d'entraîneur, pas assez expérimenté pour le Sporting de Gijón, il s’entraîne avec le CD Canillas pour maintenir sa forme physique et pense à se retirer du football.
En janvier 2013, il rejoint finalement le Seville FC et fait ses débuts avec l'équipe C en Tercera División. Quelques moi plus tard, il est promu avec l'équipe réserve et prend part à seize rencontres lors de sa première saisons ans sa première saison en Segunda División B. La saison suivante, il joue trente-quatre matchs. Dans le même temps, il est appelé à plusieurs reprises en équipe première sans être utilisé. Il a également siégé sur le banc pour un match de leur campagne victorieuse en Ligue Europa lors du quart de finale aller contre le Zénith Saint-Pétersbourg.
Il joue son premier match en équipe première le 2 décembre, lors d'une victoire trois buts à zéro contre l'UD Logroñés en Coupe d'Espagne. Il est également utilisé lors de la campagne de Ligue Europa, son premier match étant le huitième de finale contre le Molde FK pour une victoire trois buts à zéro le 18 février 2016. Le 5 avril 2016, il prolonge son contrat jusqu'en 2019. Il remporte la Ligue Europa avec le Séville FC face au Liverpool FC en étant titulaire lors de la finale. Il joue neuf matchs dans cette compétition lors de la saison 2015-2016, sans jouer pour autant le moindre match en championnat.
Soria est transféré au Getafe CF pour trois millions d'euros en 2018.

## Statistiques
| Saison                | Club                  | Championnat           | Championnat | Championnat | Coupe(s) nationale(s) | Coupe(s) nationale(s) | Compétition(s) continentale(s) | Compétition(s) continentale(s) | Compétition(s) continentale(s) | Total | Total |
| Saison                | Club                  | Division              | M.          | B.          | M.                    | B.                    | Comp.                          | M.                             | B.                             | M.    | B.    |
| 2015-2016             | Séville FC            | Liga                  | -           | -           | 4                     | 0                     | C1+C3                          | 0+9                            | 0+0                            | 13    | 0     |
| 2016-2017             | Séville FC            | Liga                  | 1           | 0           | 2                     | 0                     | C1                             | -                              | -                              | 3     | 0     |
| 2017-2018             | Séville FC            | Liga                  | 15          | 0           | 3                     | 0                     | C1                             | 2                              | 0                              | 20    | 0     |
| Sous-total            | Sous-total            | Sous-total            | 16          | 0           | 9                     | 0                     | -                              | 11                             | 0                              | 36    | 0     |
| 2018-2019             | Getafe CF             | Liga                  | 37          | 0           | -                     | -                     | -                              | -                              | -                              | 37    | 0     |
| 2019-2020             | Getafe CF             | Liga                  | 28          | 0           | -                     | -                     | C3                             | 3                              | 0                              | 31    | 0     |
| Sous-total            | Sous-total            | Sous-total            | 65          | 0           | 0                     | 0                     | -                              | 3                              | 0                              | 68    | 0     |
| Total sur la carrière | Total sur la carrière | Total sur la carrière | 81          | 0           | 9                     | 0                     | -                              | 14                             | 0                              | 104   | 0     |

## Palmarès
David Soria remporte la Ligue Europa en 2016 avec le Séville FC.